# Wiston Mosquera Moreno
Wiston Mosquera Moreno (Medio San Juan, 17 mars 1967) est prélat catholique colombien, évêque de Quibdó depuis le 5 octobre 2024. Il est le premier afrocolombien évêque en Colombie. Il est consacré le 14 septembre 2024 par l'archevêque Luis Fernando Rodríguez Velásquez (es) avec comme co-consécrateurs Darío de Jesús Monsalve Mejía (es) et Mario de Jesús Álvarez Gómez (de).